# Saïd Oulbacha
Said Oulbacha est né le 21 janvier 1959. Il a été nommé secrétaire d'État auprès du ministre de l'Emploi, des affaires sociales et de la Solidarité, chargé de la Formation professionnelle du Maroc.

## Parcours
- Titulaire d'un doctorat en médecine, il est professeur à la faculté de médecine et de pharmacie de Rabat.Chirurgien au CHU Ibn Sina Rabat

- Membre de l'association marocaine de chirurgie, il a occupé en 1987 le poste de président et doyen des médecins internes du Centre hospitalier universitaire Ibn Sina. Il est l'auteur d'une découverte scientifique en cancérologie reconnue au niveau mondial. Aucune référence pour cette affirmation, qui semble fausse.

- Membre du comité central et du secrétariat général du bureau politique du Mouvement Populaire, il a été vice-président de la commune Yacoub Mansour entre 1992 et 1997 et deux fois président de l'assemblée provinciale de Rabat en 1998 et de 2003à2008, membre du conseil de la région de Rabat-Salé-Zemmour-Zaer et du conseil de la ville de Rabat 2003-2008 .Membre fondateur de plusieurs associations non gouvernementales

- Il était Secrétaire d'État auprès du ministre de l'Emploi, des affaires sociales et de la Solidarité, chargé de la Formation professionnelle sous le gouvernement Driss Jettou. Président du conseil d'administration de l'OFPPT et Président du directoire de l'ESITH (l'école supérieure de l'industrie du textile et de l'habillement).
- Doyen de la faculté de médecine de l'Université Mohamed VI des sciences de la santé de Casablanca depuis Octobre 2018 jusqu’à Septembre 2022.